# Expédition du Nord
Pour les articles homonymes, voir Expédition (militaire).
L'expédition du Nord (chinois : 北伐, pinyin : běi fá) est une campagne militaire menée entre 1926 et 1928 par le Kuomintang (parti nationaliste chinois, également appelé Guomindang ou GMD), sous la direction du généralissime Tchang Kaï-chek. Son principal objectif était d'unifier la Chine sous son contrôle en mettant fin au gouvernement de Beiyang ainsi qu'au pouvoir des seigneurs de la guerre locaux. Elle a conduit à la réunification chinoise de 1928 et au début de la « décennie de Nankin ».

## Contexte

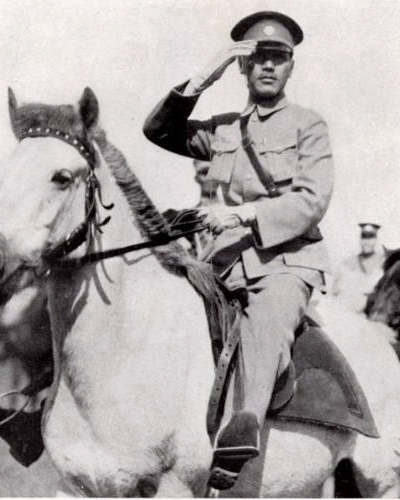
Photographie de Tchang Kaï-chek à cheval en 1926.

Depuis 1916, la Chine était, principalement dans sa partie nord, soumise aux luttes de différentes factions militaires qui se disputaient l'autorité. Les différents gouvernements successifs au pouvoir à Pékin, très instables, étaient reconnus au niveau international comme l'autorité légitime de la république de Chine. Dans le Sud, à Canton, Sun Yat-sen revendiquait la légitimité républicaine et animait un gouvernement militaire visant à rétablir l'ordre dans le pays.
Le gouvernement du Kuomintang, soutenu par l'Union soviétique, fonda en 1924 l'Académie militaire de Huangpu. Cette école aboutit à la formation d'une élite de cadres militaires et d'une armée de métier, qui prit ensuite le nom d'Armée nationale révolutionnaire. Tchang Kaï-chek, instructeur à l'académie, émergea bientôt comme l'un des chefs militaires du mouvement nationaliste. Sun Yat-sen conçut le projet d'une vaste opération militaire destinée à soumettre les factions militaires du Nord et à pacifier le pays. Il était déjà intervenu en 1924 lors de la première guerre Jiangsu-Zhejiang et la seconde guerre Zhili-Fengtian avant de devoir abandonner pour faire face à une révolte de Chen Jiongming.
En 1925, avec la guerre Anti-Fengtian, l'opinion publique chinoise était déjà convaincue que le pays ne pourrait jamais se réunifier sous un seigneur de la guerre et, qu'au contraire, les cliques chinoises ne feraient qu'empirer les choses. L'audience du Kuomintang et du Parti communiste chinois grandit tout autant, ces deux mouvements devenant peu à peu les seuls capables d'unifier le pays.
Le parti nationaliste, dans le cadre d'un front uni contre les seigneurs de la guerre et pour l'unification de la Chine, s'était allié au Parti communiste chinois (PCC), dont beaucoup de membres avaient la double appartenance au PCC et au GMD.
Le 12 mars 1925, Sun Yat-sen mourut, laissant un Kuomintang divisé : l'aile gauche, animée principalement par Wang Jingwei, souhaitait pour des raisons tactiques maintenir l'alliance avec le parti communiste ; l'aile droite, animée notamment par Hu Hanmin et Tchang Kaï-chek, ne faisait aucune confiance aux communistes. Les tensions entre Tchang et l'agent du Komintern Mikhaïl Borodine vinrent encore dégrader les rapports avec les communistes.
De plus, la succession de Sun Yat-sen déclencha la guerre Yunnan-Guangxi et une nouvelle révolte de Chen Jiongming. C'est dans ce contexte difficile que Tchang Kaï-shek s'imposa à la tête du Kuomintang.
À partir de 1925 se déclencha le mouvement du 30 Mai, série de grèves générales et de manifestations contre l'impérialisme occidental et les seigneurs de la guerre chinois (dénoncés comme des agents de l'Occident). Ce mouvement était déclenché à la fois par l'émotion née de la mort de Sun Yat-sen et par la répression brutale d'une manifestation, le 30 mai 1925, dans les concessions internationales de Shanghai.
À Canton, « l'étendue des responsabilités du Comité de grève débordait très largement sur le champ normal d'activités d'un organisme syndical [...] c'est un véritable pouvoir ouvrier [qui s'esquissa pendant l'été 1925 et le terme de gouvernement était couramment employé à cette époque pour le désigner [...]. Le Comité disposait de plusieurs milliers d'hommes armés répartis en une hiérarchie militaire. »
Porté par le mouvement, le Kuomintang passa à l'action et mit officiellement sur pied l'Armée nationale révolutionnaire, avec l'aide matérielle des Soviétiques et le conseil d'officiers de l'Armée rouge comme Vasily Blyukher. Des membres de l’armée ouvrière montée lors de la grève de Hong Kong se portèrent en nombre volontaires.
Le 20 mars 1926, des soupçons de complot contre Tchang Kaï-chek aboutissent à la mise de Canton sous loi martiale après le putsch de Canton. Cela exacerbe gravement les tensions entre l'aile droite du Kuomintang, d'une part, et l'aile gauche du parti et ses alliés communistes, d'autre part.

## Déclenchement

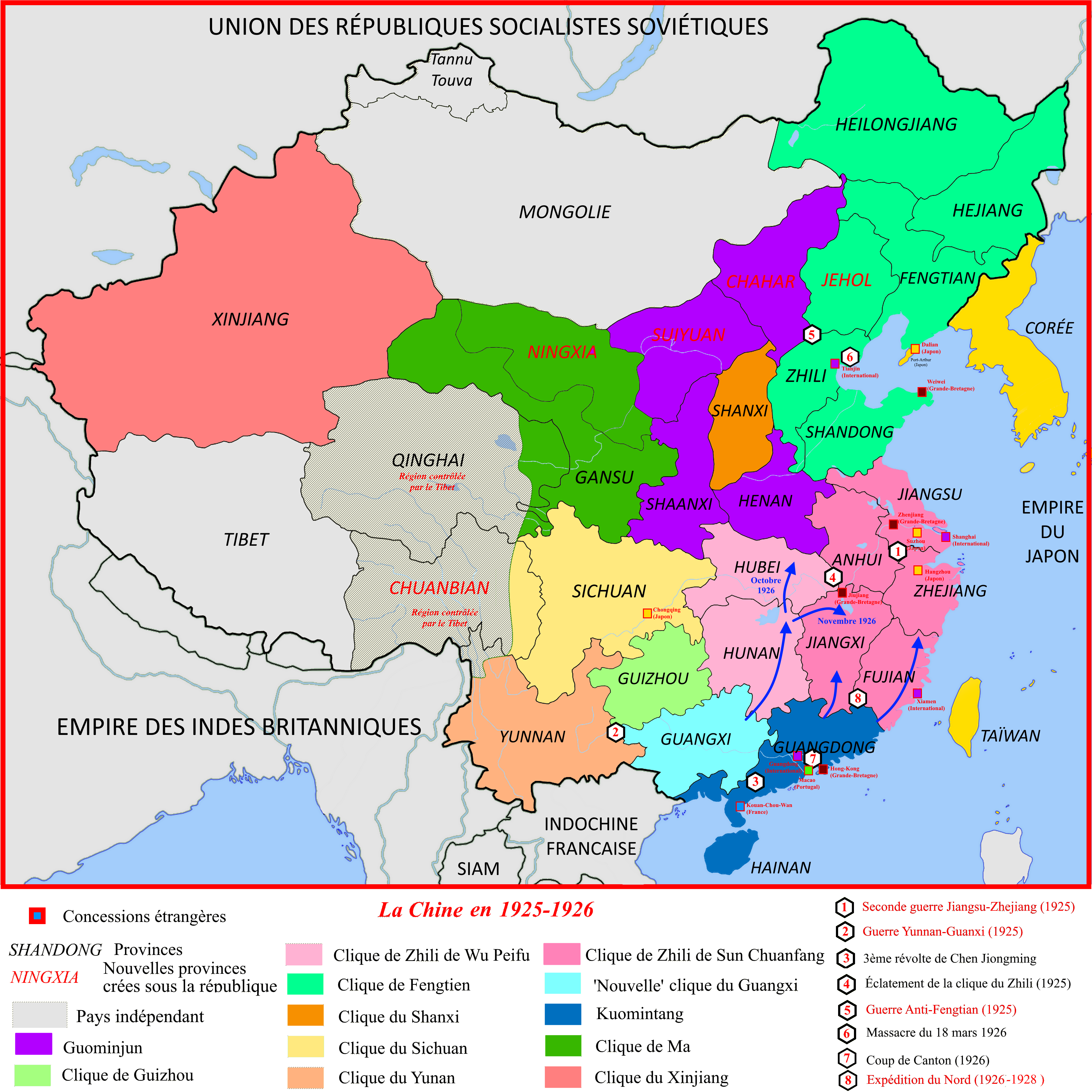
Carte de la Chine en 1926.

Le 9 juillet 1926, Tchang Kaï-chek prononça un discours devant 100 000 soldats de l'Armée nationale révolutionnaire et décréta le début officiel de l'expédition du Nord, visant à concrétiser le projet de Sun Yat-sen. Les principaux seigneurs de la guerre visés par l'expédition étaient Zhang Zuolin qui régnait sur la Mandchourie, Wu Peifu dans la plaine centrale de Chine et Sun Chuanfang sur la côte Est.
L'armée du Kuomintang, supérieurement équipée et organisée par rapport aux factions armées des seigneurs de la guerre, avança vers la région des plaines centrales, de la rivière des Perles jusqu'au Yang-tsé-kiang. Sur son chemin, nationalistes et communistes rencontrèrent le soutien d'une large part de la population chinoise, dont de nombreux paysans et ouvriers, qui souhaitaient échapper à l'arbitraire imposé par les seigneurs de la guerre. En mars 1927, alors que l'expédition approchait de Shanghai, une grève générale suivie par 600 000 ouvriers éclata, et un soulèvement mené par les milices syndicales prit le contrôle de la ville avant même l'arrivée de l'expédition.
Pendant ce temps, le gouvernement du Kuomintang à Canton était parcouru de tensions du fait de la mainmise grandissante de Tchang Kaï-chek en qualité de chef militaire. En janvier 1927, Wang Jingwei déplaça le gouvernement à Wuhan pour se mettre à l'abri.

### Rupture avec les communistes
En mars 1927, dans le cadre de l'expédition, les communistes, dirigés notamment par Zhou Enlai, animèrent une insurrection à Shanghai : les ouvriers chinois prirent le contrôle de la ville face aux troupes locales du gouvernement des seigneurs de la guerre, avant même l'arrivée de l'armée du Kuomintang. En avril, Tchang Kaï-chek, inquiet de l'influence grandissante des communistes, organisa contre eux une répression sanglante à Shanghai. Il déclencha la purge du parti de ses éléments gauchistes, prenant de facto le contrôle du parti, établissant son propre gouvernement à Nankin et réduisant à l'impuissance le gouvernement rival de Wuhan.

## Victoire du Kuomintang

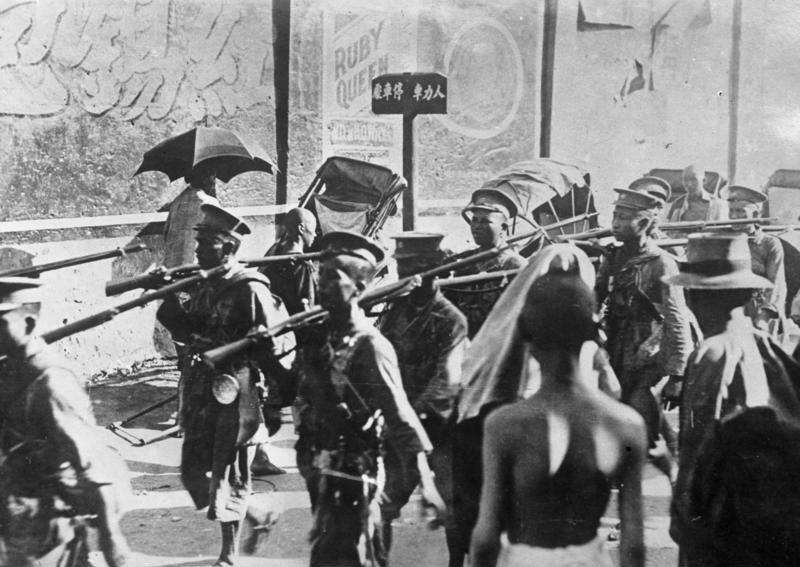
Combattants de l'armée privée du seigneur Sun Chuanfang se préparant à défendre Shanghai en 1927 contre l'armée républicaine. Ils portent la coiffure typique de cette armée et sont équipés de fusils Hanyang de la défunte armée impériale. On notera le port d'espadrilles que les soldats chinois ont toujours préférées aux souliers, godillots et bottes. Le brelâge est en coton tissé. Ces troupes, financées par les trésors de guerre des seigneurs, donnent une meilleure image que les soldats républicains souvent misérablement accoutrés.

En moins de six mois, l'Armée nationale révolutionnaire avança vers le nord, battant les troupes de Wu Peifu et de Sun Chuanfang (dites clique du Zhili). En juin 1927, Zhang Zuolin, chef de la clique du Fengtian qui contrôlait Pékin depuis l'année précédente, se proclama chef de l'État avec le titre de Grand maréchal du gouvernement militaire de la république de Chine. Mais le Kuomintang, par la force et par la négociation, obtenait progressivement le ralliement des autres seigneurs de la guerre, notamment Feng Yuxiang, chef du Guominjun, et Yan Xishan, chef militaire du Shanxi : les effectifs de l'Armée nationale révolutionnaire passèrent de 100 000 à 250 000 hommes.

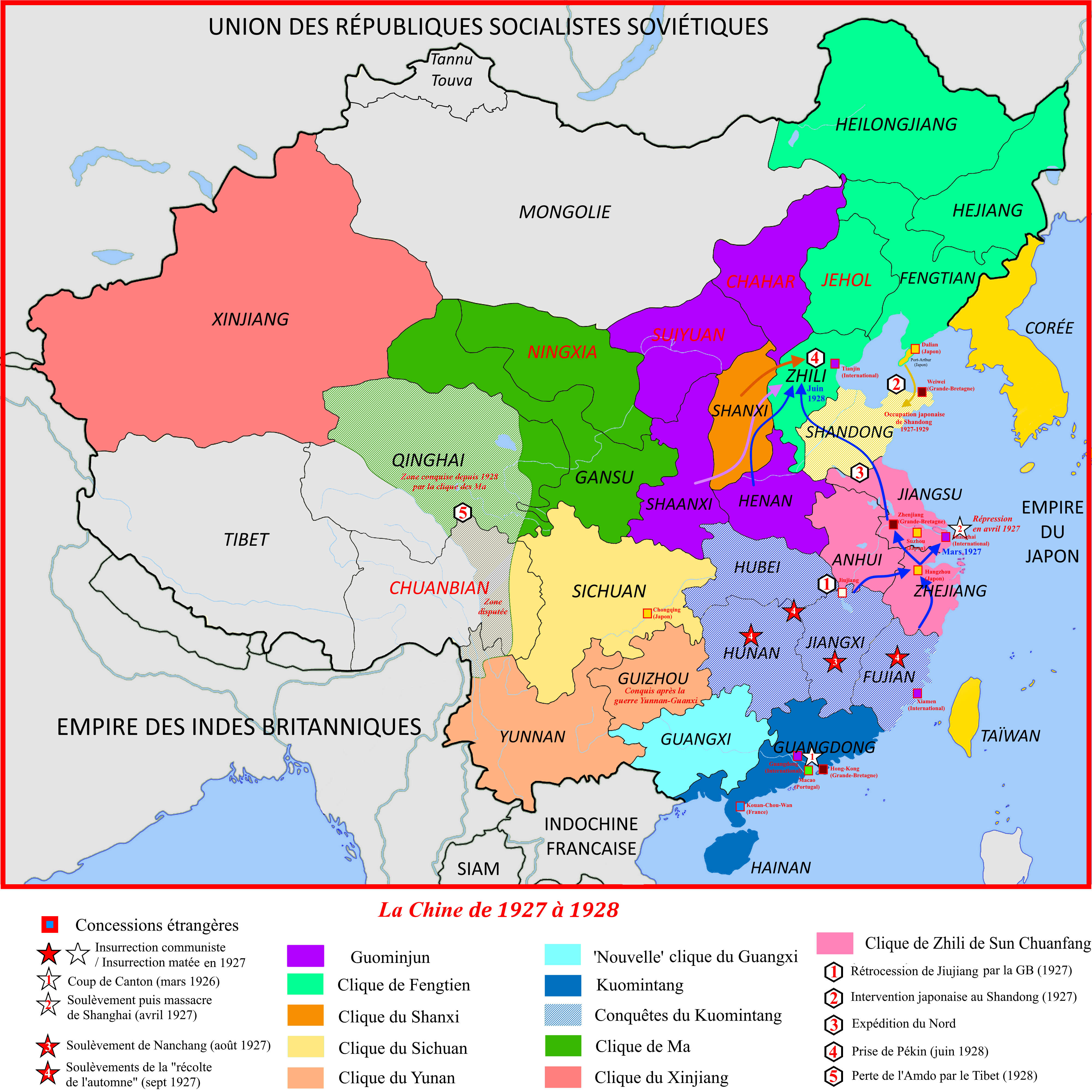
Carte de la Chine de 1927 à 1928.

En mai 1928, les troupes de Zhang Zuolin furent vaincues et durent battre en retraite vers Pékin. Le 3 juin, Zhang Zuolin prit lui-même la fuite, abandonnant la capitale. Le lendemain, il fut tué dans un attentat organisé par ses anciens alliés japonais. Le 8 juin, l'Armée nationale révolutionnaire pénétra dans Pékin.
Le 29 décembre 1928, Zhang Xueliang, fils de Zhang Zuolin, annonça son ralliement au gouvernement du Kuomintang et abandonna le drapeau à cinq couleurs utilisé jusque-là comme symbole du gouvernement de Beiyang, adoptant pour sa faction de Mandchourie le drapeau de la république de Chine. Cet évènement est désigné, notamment à Taïwan, sous le nom de réunification chinoise.

## Après-coup

Nouveau drapeau de la république de Chine, adopté lors de la victoire du Kuomintang, et portant l'emblème du parti.

Tchang Kaï-chek était le principal bénéficiaire de l'expédition du Nord, s'affirmant comme le chef militaire de la Chine et affermissant son contrôle sur la République. En octobre 1928, le gouvernement nationaliste siégeant à Nankin, nouvelle capitale du pays, fut reconnu au niveau international comme l'autorité légitime de la république de Chine.
Malgré l'unification théorique de la Chine sous la bannière du Kuomintang, le pays n'était pas pour autant pacifié. En 1927, le soulèvement de Nanchang et le soulèvement de la récolte d’automne déclenchèrent la révolte générale des communistes, consécutive au massacre de Shanghai, ainsi que le début de la guerre civile chinoise.
Des factions armées plus ou moins indépendantes continuaient d'exister, comme celles de Li Zongren dans le Guangxi, de Yan Xishan dans le Shanxi, de Feng Yuxiang dans le Nord-Ouest, ou de Tang Shengzhi dans le Hunan. Plusieurs de ces factions s'allièrent pour affronter militairement Tchang Kaï-chek en 1930 dans la guerre des Plaines centrales, mais furent battues. L'autorité centrale de la Chine demeurait fragile et allait bientôt devoir affronter la politique expansionniste du Japon.